# Турцовце
Турцовце (словац. Turcovce) — село и одноимённая община в районе Гуменне Прешовского края Словакии. В письменных источниках начинает упоминаться с 1557 года.

## География
Село расположено в юго-восточной части края, в южной части Низких Бескид, в долине реки Ондавицы, при автодороге 3828. Абсолютная высота — 216 метров над уровнем моря. Площадь муниципалитета составляет 10,01 км².

## Население
| Год:                | 1994 | 2004    | 2014     | 2024 |
| ------------------- | ---- | ------- | -------- | ---- |
| Количество человек: | 365  | 350     | 305      | 305  |
| Разница:            |      | −4,10 % | −12,85 % | +0 % |

По данным последней официальной переписи 2011 года, численность населения Турцовце составляла 313 человек.